# أولريش بيكر
أولريش بيكر (بالألمانية: Ulrich Becker)‏ (و. 1958  م) هو كاتب، ومحرر، وناشط إسبرانتو، وناشر (حرفة) ألماني، ولد في فرانكنبرغ زاكسن.